# Белингкат
Белингкат (на английски: Bellingcat; стилизирано изписван като bell¿ngcat ) e група за разследваща журналистика, специализирана в проверка на факти и разузнаване с отворен код (OSINT). Основана е от британския журналист и бивш блогър Елиът Хигинс през юли 2014 г., а към 2022 г. седалището ѝ се намира в Нидерландия. Белингкат публикува резултатите от разследвания за военни зони, нарушения на човешките права и престъпния подземен свят както на професионални, така и на граждански журналисти. Сътрудниците на проекта публикуват и ръководства за своите техники, както и изследвания по казуси.
Bellingcat води началото си от разследване относно използването на оръжия в Сирийската гражданска война. Неговите доклади за руско-украинската война (включително свалянето на полет 17 на Малайзийските авиолинии ), нападението в Ел Джункито, гражданската война в Йемен, отравянето на Скрипал и убийството на цивилни от въоръжените сили на Камерун привличат международно внимание.

## Име
Името Bellingcat произлиза от идиома belling the cat (използван за описанието на проблемни ситуации, чието разрешаване е свързано с преодоляване на опасности и изисква голяма смелост), който на свой ред произтича от средновековна басня за мишки, които обсъждат помежду си стратегия за обезвреждането на своя основен враг – котката (на английски: a cat). Една мишка предлага да бъде закачен звънец (на английски: a bell; belling – поставяне на звънец) около врата на котката (на английски: belling a cat – буквално, поставяне на звънец на котката), така че тя да не може да се движи, без да бъде чута. Всички мишки подкрепят идеята, но никоя не желае да се заеме със задачата. В мемоарите си от 2021 г. We Are Bellingcat Хигинс разказва: „Това беше: нашето име и нашата мисия. Да сложим звънци на котките."

## История
Интересът на Елиът Хигинс към OSINT датира от 2011 г., когато като участник в полемика в коментарната секция на The Guardian той установява, че е възможно да се проверява достоверността на видеоклипове чрез съпоставяне със сателитни изображения. През март 2012 г. той започва да публикува собствен блог под псевдонима Brown Moses, кръстен на песен на Франк Запа. В него той публикува своите проучвания на стотици видеозаписи от Сирийската гражданска война, чрез които успява да определени местонахожденията, на които са заснети, и да идентифицира използваните от сирийския режим оръжия, в т.ч.касетъчни боеприпаси и химически оръжия. През 2013 г. Хигинс свърза химическата атака в Гута с Башар ал-Асад.
Първото голямо разследване на Белингкат, проведено главно от доброволци без външно финансиране, е на свалянето на полет 17 (MH17) на Малайзийските авиолинии през 2014 г. Тяхното заключение – че Русия стои зад инцидента – по-късно e потвърдено от ръководения от Нидерландия международен съвместен екип за разследване, който установява в доклад от 25 май 2018 г., че свалянето на MH17 е било инициирано от руската армия. В други разследвания доброволци, работещи заедно с Белингкат, обявяват, че използвайки Google Earth са открили координатите на тренировъчен лагер на Ислямска държава, както и мястото, на което е бил убит американски журналист.
През 2013 г. Кристиян Бенедикт, който ръководи кампаниите на Amnesty International, заявява пред The New Yorker, че докато много организации имат анализатори, Хигинс е по-бърз от много от установени екипи за разследване. 
Хигинс стартира платформата Белингкат (в нейната бета версия) на 14 юли 2014 г. В рамките на следващия месец успява да набере чрез кампания в платформата за групово финансиране Kickstarter частни дарения в размер на £50 000, а през 2017 г. осъществява още една такава кампания за допълнително финансиране. Приблизително половината от финансирането на проекта идва от грантове и дарения, а другата половина – от провеждане на обучения на хора в провеждането на разследванията с отворен код.
От 2018 г. уебсайтът на Белингкат се управлява от нидерландската Stichting Bellingcat (фондация Белингкат). Белингкат получава субсидии от Civitates-EU, филантропските програми на семейство Brenninkmeijer, фондация Adessium, Национален фонд за демокрация (NED), PAX for Peace, фондация „Отворено общество“ (OSF), нидерландската национална лотария с пощенски кодове, Digital News Initiative, Zandstorm CV и Sigrid Rausing Trust. Според Хигинс голяма част от грантовите средства не финансират директно разследвания и се използват за помощни услуги като превод на документи и обучение. Организацията публикува ръководства за анализиране на данни и създаване на доклади като например „Как да извличате интерактивни геопространствени данни“ и „Как да идентифицирате опожарени села чрез сателитни изображения“.
През 2019 г. Белингкат открива нов офис в Хага, инвестирайки спечелената от Nationale Postcode Loterij парична награда в размер на €500 000.
Освен финансова подкрепа, Белингкат получава подкрепа и под формата на достъп до софтуер и платформите ресурси от софтуерните фирми Datayo, Hunchly, Maltego, Mapbox, Planet, RiskIQ и Vizlegal.
Хигинс казва пред Polygraph.info, че с грантовете от NED и OSF се покриват разходите на програмите Белингкат, чрез които проектът подпомага журналисти и изследователи в техните разследвания. По думите му „по-голямата част от финансирането чрез безвъзмездни средства се насочва към задачи, които не се отнасят до разследване на случаи, свързани с Русия.“
В докладите на Белингкат биват описвани стъпките и техниките, чрез които са проведени разследванията и установени резултатите, представени в тях. Това дава прозрачност на процедурите, върху които са изградени разследванията.
Към 2019 г. организацията има шестнадесет служители на пълен работен ден плюс Хигинс и поне 60 сътрудници. През 2018 г. Белингкат премества главния си офис от Лестър в Амстердам във връзка с предстоящия (към онези момент) Brexit и произтичащите от него опасения относно препятствията при набирането на персонал и свободното движение. От 2021 г. Белингкат присъства и в новия център на Investigative Commons в Берлин, Германия.
Според Foreign Policy една от непредвидените последици от  проектите за разузнаване с отворен код като Белингкат (и други) е, че дава свобода на американската разузнавателна общност да обсъжда публично руските разузнавателни операции, без да разкрива собствените си източници или методи.
На 8 октомври 2021 г. Белингкат е обявен за „чуждестранен агент“ в Русия, а в средата на 2022 г. е забранен в страната заедно с базираното в Латвия издание The Insider, което е негов партньор. Това означава, че всеки руски гражданин, който помага на Белингкат или The Insider, може да бъде изправен пред наказателно преследване; не се допуска и цитиране на публикациите на тези две издания. Като официална причина за забраната главната прокуратура на Русия посочва, че Белингкат и The Insider „представляват заплаха за сигурността на Руската федерация“. В отговор на забраната Хигинс изтъква, че не е ясно по какъв начин Русия очаква да я прилага, при положение, че Белингкат не присъства (в Русия) нито като правен или финансов субект, нито има служители там.
На 26 декември 2022 г. Христо Грозев е обявен от Русия за издирване, съобщава руското вътрешно министерство. В информация, публикувана на сайта на министерството, се казва, че той е „издирван по член от Наказателния кодекс“. Според независимия медиен проект за защита правата на човека OVD-Info, посветен на политическото преследване в Русия, срещу Грозев е образувано наказателно дело за разпространение на „фалшиви новини“ за руската армия.

## По-значими разследвания

#### Войната в Източна Украйна
На 21 декември 2016 г. Белингкат публикува аналитичен доклад относно извършени трансгранични руски артилерийски атаки срещу украинските правителствени войски и в подкрепа на проруските сепаратисти през лятото на 2014 г.

#### MH17
На 17 юли 2014 г. пътнически полет от Амстердам до Куала Лумпур е свален по време на полет на Malaysia Airlines над източна Украйна. Самолетът – Боинг 777 – е взривен от избухването на „високоенергийни обекти“, при който загиват всичките 283 пасажери и 15 членове на екипажа.
На 9 ноември 2014 г. екипът на Белингкат, който провеждане разследване на инцидента с MH17, публикува доклад, озаглавен „MH17: Source of the Separatists' Buk“. Въз основа на доказателства от източници с отворен достъп, предимно социални медии, докладът свързва ракетна установка "Бук", която е заснета на видео и фотографирана в Източна Украйна на 17 юли, със свалянето на самолета. Докладът включва снимки и карти и описва подробно движението на ракетната установка в Източна Украйна на 17 юли; доказателства, че Бук идва от 53-та противовъздушна ракетна бригада в Курск, Русия, заедно с конвой, насочен към украинската граница; и активността на превозните средства, наблюдавани в същия конвой след 17 юли. Ръководеният от Нидерландия международен съвместен разследващ екип по-късно прави констатации, които се припокриват с тези на Белингкат. Ръководителят на нидерландския Национален отдел за борба с престъпността обявява официалното заключение на разследването, а именно, че снарядът, свалил MH17, „е от 53-та зенитно-ракетна бригада от Курск в Руската федерация“.
През юни 2015 г. Белингкат публикува доказателства, че Русия е използвала Adobe Photoshop, за да манипулира сателитни изображения на катастрофата на MH17. Експертът по съдебна медицина Йенс Кризе от Германия отхвърля като невалидни методите, използвани в доклада на Белингкат. В последващ доклад Белингкат публикува сателитни изображения, събрани от доброволци, и допълнителен анализ, доказващи първоначалното заключение.
Статия от декември 2017 г., публикувана от Белингкат, включва цитат от доклада на Британския комитет за разузнаване и сигурност от 2017 г., в който източник от Британската тайна разузнавателна служба (SIS) заявява: „ние знаем извън всяко разумно съмнение, че руската армия е доставила и впоследствие е върнала ракетната установка ", свалила MH17.
През юли 2019 г. Белингкат издава подкаст поредица от шест части, продуцирана от Novel, посветена на това разследване.

#### Сирийска гражданска война
В своите доклади във връзка със Сирийската гражданска война между Сирийската арабска република, сирийската опозиция, Ислямска държава в Ирак и Леванта и други бойци на Белингкат анализират основно фракциите във война и какви оръжия и бронирани сили използват, както и събития, които обикновено не попадат в новинарските емисии на основните медии.
През април 2014 г. Белингкат публикува доказателства за използване на химически оръжия срещу сирийски цивилни, включително деца. Събирайки и анализирайки видеозаписи от местни източници, на които ясно се виждат части от бутилки с хлор, Хигинс казва, че въпреки че съдържанието на бутилките не може да бъде проверено, „нараняванията, изобразени във видеоклиповете, изглежда съответстват на излагането на химикали“.
През юни 2016 г. Белингкат публикува статия, в която са представени доказателства, че срещу Новата сирийска армия се използват касетъчни боеприпаси. Белингкат предоставя фотографски доказателства от първоизточници за използването на боеприпаси, които са идентични с тези, използвани от руската армия.
През февруари 2017 г. Белингкат публикува статия, в която е описано как примитивни дронове се използват от ИДИЛ за пускане на експлозиви върху цели на опозицията. Чрез анализа на кадри от Twitter и други социално-медийни платформи, е установено, че дроновете пускат модифицирани 40-милиметрови гранати.
През септември 2016 г. Белингкат публикува статия в отговор на твърденията на Русия, че не носи отговорността за бомбардирането на болници в Сири, основаваща се на проверка на фактите. Статията анализира кадри от YouTube и изображения от Facebook, съпоставяйки ги с райони, за които е потвърдено, че са атакувани от руските сили. В статията се съобщава, че въпросната болница е в зоната под руска атака, въпреки че Русия отрича тези твърдения.
През март 2017 г. Белингкат публикува доклад за разследване на бомбения атентат в джамия в Алепо, отнел живота на над 50 цивилни. Статията включва снимки на останките от използваната бомба, за които е установено, че са идентични с тези от подобни бомби, използвани от американската армия.
През 2019 г. и 2020 г. Белингкат публикува доклади за констатациите на Организацията за забрана на химическите оръжия относно химическата атака в Дума, извършена през пролетта на 2018 г.

#### Йеменска гражданска война
В свое разследване на въздушния удар в провинция Хаджах от водената от Саудитска Арабия коалиция Белингкат установява, че използваната бомба е направена от американската компания Raytheon. През ноември 2018 г. Белингкат публикува резултатите от разследване на предавания на хутите чрез свързания с тях новинарски канал Almasirah относно ракетни атаки, насочени срещу две летища в Обединените арабски емирства – международно летище Абу Даби и международно летище Дубай. Докладът от разследването заключава, че „е много вероятно водена от Хусите атака с дрон да не е извършена в Абу Даби или Дубай“. Според доклада твърденията за атаките представляват пропаганда и следват твърденията на "пропаганден модел" на лидерите на хусите.

#### Отравяне на Скрипал
Основна статия: Отравяне на Сергей и Юлия Скрипал 
След интервюто на RT със заподозрените за случая с отравянето на Сергей Скрипал от 4 март 2018 г. Белингкат публикува паспортните данни на заподозрените, показващи несъответствия в официалната история и възможни връзки с руските тайни служби. Двама мъже са били забелязани и са определени като вероятно извършители на нападението; Белингкат идентифицира един от заподозрените като наградения полковник от ГРУ Анатолий Чепига. Другият заподозрян е идентифициран като полковник от ГРУ Александър Мишкин. Руското външно министерство отхвърля доклада и обвинява Белингкат във връзки със западното разузнаване, като изтъква достъпа на оргаизацията до руска база данни, която не е публично достъпна.
През юни 2019 г. Белингкат съобщава, че генерал-майор Денис Сергеев е пътувал до Лондон като „Сергей Федотов“ и изглежда е командвал операцията, провеждайки множество телефонни обаждания с един-единствен руски „призрачен телефон“ без идентификатор за мобилно оборудване (IMEI). След като си осигурява достъп до бази данни за пътувания, паспорти и автомобили за заподозрените Белингкат анализира данните за местоположението от телефона на Сергеев, за да проследи движението му в Лондон.
В доклад на The Guardian се посочва, че „Белингкат често влиза в спор с руски военни и дипломатически служители, които твърдят без доказателства, че Белингкат изфабрикува доказателства и е параван за чуждестранни разузнавателни служби“. Руските медии представят Белингкат като финансирана от правителството на САЩ организация, която цели да отслаби Русия и други противници на НАТО.

#### Камерун
Белингкат партнира на BBC в разследване за убийството на две жени и техните деца от членове на камерунските въоръжени сили.[5] Разследването е предшествано от и пряко свързано с появата на видео в социалните медии през юли 2018 г., първоначално отхвърлено като „фалшива новина“ от правителството на Камерун, преди по-късно да признае, че седмина войници са били арестувани за клането. [79] В резултат на това разследване САЩ изтеглят 17 милиона долара финансиране за камерунските въоръжени сили, а Европейският парламент приема резолюция, с която осъжда „изтезанията, насилствените изчезвания, извънсъдебните убийства, извършени от правителствените сили“.

#### PS752
На 8 януари 2020 самолетът на полет 752 на Ukraine International Airlines се разбива малко след излитане от международното летище Имам Хомейни в Техеран в Иран г. Bellingcat си партнира с The New York Times за разследване на инцидента като използва видеоклипове с отворен код. Анализът за събраните свидетелства показва, че най-вероятно Иран е свалил самолета с ракета земя-въздух.

#### 2020 война в Нагорни Карабах
На 15 октомври 2020 г. се появи видео на двама пленени арменци, екзекутирани от азербайджански войници; Белингкат анализира видеоклиповете и заключава, че кадрите са истински и че и двамата екзекутирани са арменски бойци, заловени от азербайджанските сили между 9 и 15 октомври 2020 г.

#### Отравяне на Алексей Навални и др
През декември 2020 г. Белингкат публикува разследване, в което подробно се описва как руското звено на Федералната служба за сигурност (ФСБ), специализирано в използването на химически агенти, е следило опозиционния лидер Алексей Навални от момента, в който той обявява плановете си да се кандидатира на президентските избори през 2017 г. Разследващият екип установява, че близо до местонахождението му Томск в Сибир, когато е бил отровен с военния нервнопаралитичен агент Новичок през август 2020 г., е имало агенти на ФСБ. Според Белингкат моделите в действията на същите агенти под прикритие по време на по-ранно посещение на Навални и съпругата му в Калининград, когато тя се разболява със симптоми, подобни на тези при по-късното му отравяне, са подобни. Самият Навални смята, че в Калининград агентите са се опитали да отровят него, но съпругата му е получила Новичок по погрешка. Разследването е публикувано на 14 декември, като разкрива имената както на преките извършители на отравянето, така и на опита за убийство от ФСБ. То е представено и в документалния филм от 2022 г. „Навални“ с участието на българския журналист от Белингкат Христо Грозев, който разкрива подробностите за заговор с предполагаемото участие на руския президент Владимир Путин.
В последващи разследвания Белингкат установява, че същият екип от служители на ФСБ е отровил няколко други лица в Русия, включително опозиционния политик Владимир Кара-Мурза и писателя и поета Дмитрий Биков.

#### QAnon, атака на Капитолия на САЩ и Ашли Бабит
Обект на разследване от страна на Белингкат е и атаката срещу Капитолия в Съединените щати от поддръжници на Тръмп на 6 януари 2021 г., и по-специално с влиянието на QAnon и други конспиративни теории, както и инцидента с фаталната стрелба по Ашли Бабит, която участва в щурма. Според Белингкат в предисторията, довела до събитията от 6 януари 2021 г., може да бъде проследен процес на радикализация.

## Награди
- 2015 – Елиът Хигинс и Белингкат получават специалната награда на наградите „Ханс Йоахим Фридрихс“[84]
- 2017 – Кристиян Триберт от Белингкат печели наградата за иновации на European Press Prize за подробна реконструкция на опита за преврат в Турция от 2016 г. в статия на изданието, озаглавена „Превратът в Турция през очите на неговите заговорници“[85]
- 2018 – Golden Nica за цифрови общности на Ars Electronica[86]
- 2019 – Христо Грозев и неговият екип получават наградата за разследващ репортаж от European Press Prize за идентифицирането на двамата мъже, за които се твърди, че са отровили Сергей и Юлия Скрипал[87]
- 2019 – Белингкат и Newsy са удостоени с наградата Scripps Howard за иновации в разследващата журналистика, която хвърля светлина върху международните конфликти[88]
- 2019 – Digital Journalist of the Year на Лондонския пресклуб[89]
- 2019 – Подкастът на Белингкат, посветен на полет 17 на Malaysia Airlines, е удостоен с наградата на Асоциацията за политически изследвания за политически подкаст на годината[90]
- 2019 – Machiavelli Prize от фондация Макиавели в Холандия[91][92]
- 2020 – Белингкат и Newsy са номинирани за награда Еми за новини и документи в категорията Изключителни нови подходи: Актуални новини.[93]
- 2020 – Бронзово отличие от Наградите на аудио и радио индустрията за най-добра поредица по действителен случай и сребро за най-добър независим подкаст за предаването за полет 17 на Malaysia Airlines[94]
- 2022 – Международна новинарска медийна организация на годината при раздаването на първите Награди за медийна свобода на Обществото на редакторите (Society of Editors)[95]

## Филми

#### Bellingcat: Truth in a Post-Truth World (2018)
Предмет на филма е разследващата журналистическа работа на Белингкат, включително отравянето на Скрипал и свалянето на полет 17 на Malaysia Airlines. През 2019 г. филмът печели международната награда Еми за най-добър документален филм.

#### „Навални“(2022)
Канадският документалист Даниел Роер режисира документален филм за руския опозиционен лидер Алексей Навални, неговото отравяне и противопоставянето му на авторитарния режим на Владимир Путин. Съвместно разследване между Белингкат и The Insider, в сътрудничество с Der Spiegel и CNN, открива голямо количество телекомуникационни и пътни данни, които свързват Федералната служба за сигурност на Русия в отравянето на Навални, поръчано от най-високите ешелони на руското правителство. Христо Грозев, който ръководи разследването на Белингкат, е едно от действащите лица в документалния филм, а самото разследване е основна сюжетна линия в него. Филмът e копродукция на HBO Max и CNN Films и е показан премиерно на 25 януари 2022 г. на филмовия фестивал Сънданс. Той е включен в конкурсната програма на Сънданс 2022 за американски документални филми и печели наградата на публиката, наред с наградата за любим фестивален филм.

## Допълнителна информация
- Evans, Gareth. Bellingcat: The website behind the Skripal revelation //  BBC News.   27 септември 2018. Посетен на 21 октомври 2018.
- Matthews, Owen. Fact cats: The inside story of Bellingcat and the Skripal scoop //  The Spectator.   20 октомври 2018. с. 18–19. Посетен на 21 октомври 2018.
- Tracy, Marc. These Reporters Rely on Public Data, Rather Than Secret Sources //  The New York Times.   1 декември 2019.

## Препратки
1. ↑  About //    Архивиран от оригинала на 2021-12-31. Посетен на 2022-12-30. Stichting Bellingcat is registered on 11 юли 2018 Business address: Keurenplein 41, 1069 CD Amsterdam, Netherlands
2. 1 2  Nederland is nu de uitvalsbasis van de Bellingcat-speurders //  NRC.   Посетен на 29 декември 2020.
3. ↑  About //    Архивиран от оригинала на 2021-12-31. Посетен на 2022-12-30. © 2014: Brown Moses Media Ltd. Office: 6th, 3rd Floor, 37 New Walk, Leicester, LE1 6TA Company No: 8818771
4. ↑  What is Bellingcat //   15 юли 2014.  Архивиран от оригинала на 22 октомври 2014. Посетен на 2 март 2021. Inactive since юли 2014
5. 1 2 3 4 5  Ahmad, Muhammad Idrees. Bellingcat and How Open Source Reinvented Investigative Journalism //  New York Review of Books.   Посетен на 10 юни 2019.
6. ↑  Bellingcat, Netherlands //  Global Investigative Journalism Network.    Архивиран от оригинала на 2021-07-09. Посетен на 3 юли 2021.
7. ↑  Идиомът bell the cat в Collins Dictionary //  Collins.   Посетен на 2022-12-30.
8. ↑  To bell the cat - definition of To bell the cat by The Free Dictionary //  Thefreedictionary.com.   Посетен на 24 декември 2016.
9. ↑  Conference: Exposing Russian Disinformation in the Twenty-First Century. Berlin, Germany //  Atlantic Council.   Посетен на 3 март 2021.
10. ↑  About the Eurasia Center //  Atlantic Council.   Посетен на 3 март 2021.
11. ↑  Exposing Russian Disinformation in the 21st. Century - Welcoming remarks //  Heinrich-Böll-Stiftung.   Посетен на 3 март 2021. (на английски)
12. ↑  Heinrich-Böll-Stiftung. Exposing Russian Disinformation in the 21st. Century - Welcoming remarks //   via: YouTube. Посетен на 3 март 2021.
13. ↑  Heinrich-Böll-Stiftung. Russia's disinformation campaign in Europe //   via: YouTube. Посетен на 3 март 2021. (на английски)
14. ↑  Heinrich-Böll-Stiftung. Hiding In Plain Sight: Putins War In Ukraine And Boris Nemtsovs Putin.War //   via: SoundCloud. Посетен на 3 март 2021. Presentation of Boris Nemtsov's Russia. War; Presentation of Hiding in Plain Sight Report; Panel discussion on what the US and European policy makers and Russian opposition leaders should do to counter Russian disinformation; (на английски)
15. ↑  EliotHiggins/status //  twitter.com.   Посетен на 2 април 2021.
16. ↑  Gross, Terry (2 март 2021). "How Bellingcat's Online Sleuths Solve Global Crimes Using Open Source Info". NPR.
17. ↑  Brown Moses Blog: март 2012 //  Brown-moses.blogspot.de.   Посетен на 24 декември 2016.
18. ↑  Kickstarter-funded journalists found an ISIL training camp using Google Earth and Bing Maps //   for proving Syria was using chemical weapons from his bedroom in Leicester
19. ↑  Moses, Brown. Evidence From 2 Weeks Of Chlorine Barrel Bomb Attacks //  brown-moses.   Посетен на 21 март 2017.
20. ↑  Watch out for Bellingcat //  Columbia Journalism Review.   Посетен на 19 март 2017.
21. 1 2 3 4 5 6 7 8 9 10  Russia's Latest Attempt to Smear Bellingcat Over MH17 – Unsuccessful //  Polygraph.info.   Посетен на 17 май 2019.
22. ↑  Update in criminal investigation MH17 disaster //    Архивиран от оригинала на 2019-12-19. Посетен на 29 декември 2020.
23. ↑  Bellingcat: the home of online investigations //  Kickstarter.   Посетен на 19 март 2017. (на американски английски)
24. ↑  Noack, Rick. Here's how to track terrorists on Google Earth //  The Washington Post.   26 август 2014. Посетен на 3 юли 2021.
25. ↑  Citizen Journalists Are Banding Together to Fact-Check Online News //  Vice.
26. 1 2 3 4  Robin Millard. UK site leads the way in Skripal case with online savvy //  AFP.    Архивиран от оригинала на 2020-11-09. Посетен на 30 септември 2018.
27. ↑  Handelsregister: Stichting Bellingcat //  KVK.   Kamer van Koophandel. Посетен на 3 март 2021. (на нидерландски)
28. ↑  Stichting Bellingcat //  opencorporates.com.   Посетен на 3 март 2021. Vijzelstraat 20, Amsterdam, 1017HK, Netherlands
29. ↑  Independent public-interest journalism-grantees //  Civitates.    Архивиран от оригинала на 2021-01-17. Посетен на 3 март 2021. Civitates grants €2,467,000 to 11 independent public-interest journalism organisations across Europe for a period of 3 years. ... The grants are expected to go out at the beginning of 2021. The successful 11 organisations are based in 8 countries and are listed alphabetically according to the country they operate in
30. ↑  Higgins, Eliot. Eliot Higgins on Twitter //  Twitter.   Посетен на 3 юли 2021.
31. ↑  Eliot, Higgins. Bellingcat: the home of online investigations //  Kickstarter.   Посетен на 1 октомври 2018.
32. 1 2  bellingcat.com/about //  www.bellingcat.com.    Архивиран от оригинала на 2021-12-31. Посетен на 2 април 2021.
33. 1 2  Walker, James. Bellingcat to establish new office in The Hague after €500,000 funding win through Dutch postcode lottery //  Press Gazette.   Посетен на 29 декември 2020.
34. ↑  Video: James Carroll Explains Why Priesthood Should be Abolished, pt2 //  PBS.   Посетен на 29 декември 2020.
35. ↑  How Bellingcat outfoxes the world's spy agencies //  www.spectator.co.uk.
36. ↑  Jasmine Andersson. What is Bellingcat – and what else had they uncovered before the Salisbury poisoning suspects? //  inews.co.uk.   Посетен на 4 август 2019. (на британски английски)
37. 1 2  
Oltermann, Philip. Berlin's no 1 digital detective agency is on the trail of human rights abusers //  The Guardian.   London, United Kingdom, 27 юни 2021. Посетен на 28 юни 2021.
38. ↑  Mackinnon, Amy. Bellingcat Can Say What U.S. Intelligence Can't //  Foreign Policy.   Посетен на 5 юли 2021. (на американски английски)
39. ↑  Balmforth, Tom. Russia names Bellingcat investigative outlet 'foreign agent' //  Reuters.   Moscow, 8 октомври 2021. Посетен на 11 октомври 2021.
40. 1 2  Russia Bans Bellingcat, Insider as 'Undesirable' Orgs //  The Moscow Times.   15 юли 2022. Посетен на 15 юли 2022.
41. ↑  Russia bans news outlet Bellingcat, labels it a security threat //  Reuters.   15 юли 2022. Посетен на 15 юли 2022.
42. ↑  МВД объявило в розыск болгарского журналиста Христо Грозева // Коммерсантъ. Посетен на 2022-12-30
43. ↑  Anna Chernova, Ivana Kottasová. Russia puts foreign investigative journalist on its ‘wanted’ list //  CNN.   2022-12-26. Посетен на 2022-12-30.
44. ↑  Sean Case; Klement Anders. "Putin's Undeclared War : Summer 2014 : Russian Artillery Strikes Against Ukraine" (PDF). Bellingcat.com. Посетен на 24 декември 2016.
45. ↑  "Белингкат Releases Report on Russian Artillery Strikes in Ukraine". The Moscow Times. 22 декември 2016. Посетен на10 април 2021
46. ↑  Jethro Mullen (9 септември 2014). "Report: MH17 hit by burst of 'high-energy objects'". CNN. Посетен на 21 март 2017
47. ↑  Белингкат (9 ноември 2014). "Origin of the Separatists' Buk" (PDF). Bellingcat.
48. ↑  "Probe: Missile that downed MH17 came from Russia-based unit". The Washington Post. 24 май 2018. Архивно копие на оригинала от 18 декември 2018.
49. ↑  Jens Kriese (4 юни 2015). "Expert Criticizes Allegations of Russian MH17 Manipulation". Der Spiegel. Посетен на 11 юни 2017.
50. ↑  "Bellingcat kontert Kritik mit neuen Satellitenbildern" [Bellingcat counters criticism with new satellite images]. Die Zeit. 12 юни 2015. Archived from the original on 8 януари 2020. Посетен на 11 юни 2017.
51. ↑  Toler, Aric (20 декември 2017). "British Intelligence Report Confirms Russian Military Origin of MH17 Murder Weapon". Bellingcat. Посетен на 21 декември 2017.
52. ↑  "ISCP Annual Report 2016-2017[неработеща препратка]" (PDF). Посетен на 29 декември 2020.
53. ↑  "Syria Is Accused of Suffocating Its Citizens with Chlorine Bombs Архив на оригинала от 2018-10-02 в Wayback Machine.". Vice News. 23 април 2014.
54. ↑  Komar, Rao. "The al-Tanf Bombing: How Russia Assisted ISIS by Attacking an American Backed FSA Group with Cluster Bombs". Bellingcat. Archived from the original on 8 октомври 2016. Посетен на 21 март 2017.
55. ↑  Waters, Nick (10 февруари 2017). "Death From Above: The Drone Bombs of the Caliphate". Bellingcat. Посетен на 21 март 2017.
56. ↑  Al-Khatib, Hady (септември 2016). "Fact-Checking Russia's Claim that It Didn't Bomb a 5-Year-Old in Syria". Bellingcat. Посетен на 21 март 2017.
57. ↑  Triebert, Christiaan (16 март 2017). "CONFIRMED: US Responsible for 'Aleppo Mosque Bombing'". Bellingcat. Посетен на 21 март 2017.
58. ↑  "The OPCW Douma Leaks Part 4: The OPCW Investigation". Bellingcat. 11 февруари 2020. Посетен на 12 февруари 2020.
59. ↑  "American-Made Bomb Used in Airstrike on Yemen Wedding". bellingcat, www.bellingcat.com. 27 април 2018.
60. ↑  "U.S. allies have killed thousands of Yemeni civilians from the air. After 22 died at a wedding, one village asks, 'Why us?'". The Washington Post. 26 юли 2018.
61. ↑  "Made in America". CNN. септември 2019.
62. 1 2  Khalil Dewan (7 ноември 2018). "Investigating Houthi Claims of Drone Attacks on UAE Airports". bellingcat.com.
63. ↑  Roth, Andrew; Dodd, Vikram (26 септември 2018). "Salisbury poisoning suspect identified as Russian colonel". The Guardian. Посетен на 26 септември 2018.
64. ↑  Harding, Luke (23 юни 2020). "'A chain of stupidity': the Skripal case and the decline of Russia's spy agencies". The Guardian. Посетен на 5 юли 2020.
65. ↑  Roth, Andrew (15 септември 2018). "Documents reveal Salisbury poisoning suspects' Russian defence ministry ties". The Guardian.
66. ↑  "Skripal Poisoning Suspect's Passport Data Shows Link to Security Services". Bellingcat. 14 септември 2018.
67. ↑  Mark Urban (28 юни 2019). "Skripal poisoning: Third Russian suspect 'commanded attack'". BBC News.
68. ↑  Roth, Andrew (27 септември 2018). "'We got really lucky': how novichok suspects' identities were revealed". The Guardian. ISSN 0261-3077. Посетен на 4 август 2019.
69. ↑  "Meet The Internet Researchers Unmasking Russian Assassins". NPR.org. Retrieved 4 август 2019.
70. ↑  "Africa Eye- Anatomy of a Killing". www.bbc.co.uk. 7 февруари 2019. Посетен на 13 януари 2021.
71. ↑  "Video Apparently Showing Flight PS752 Missile Strike Geolocated to Iranian Suburb". Bellingcat. 9 януари 2020. Посетен на 1 юли 2021.
72. ↑  "An Execution in Hadrut". Bellingcat. 15 октомври 2020. Посетен на 16 октомври 2020.
73. ↑  "Nagorno-Karabakh conflict: 'Execution' video prompts war crime probe". BBC News. 24 октомври 2020. Посетен на 1 юли 2021.
74. ↑  Navalny, Alexei (14 декември 2020). "Дело раскрыто. Я знаю всех, кто пытался меня убить" [The Case has been Solved. I know everyone who has tried to kill me]. YouTube (www.youtube.com) (in Russian). Посетен на 21 декември 2020.(eng. subtitles)
75. 1 2  "FSB Team of Chemical Weapon Experts Implicated in Alexey Navalny Novichok Poisoning". Bellingcat. 14 декември 2020. Посетен на 14 декември 2020.
76. ↑  "Alexei Navalny: Report names 'Russian agents' in poisoning case". BBC News. 14 декември 2020. Посетен на 14 декември 2020
77. ↑  Lister, Tim; Ward, Clarissa; Shukla, Sebastian (14 декември 2020). "CNN-Bellingcat investigation identifies Russian specialists who trailed Putin's nemesis Alexey Navalny before he was poisoned". CNN International. Посетен на 14 декември 2020.
78. ↑  Horton, Adrian (27 януари 2022). "Navalny review – shocking documentary of a Russian poisoning". The Guardian. Retrieved 13 декември 2022.
79. ↑  "Russian Poet Dmitry Bykov Targeted by Navalny Poisoners". Bellingcat. 9 юни 2021.
80. ↑  Associated Press in Moscow (9 юни 2021). "FSB agents who tracked Navalny before poisoning also tailed author – Bellingcat". The Guardian. Посетен на 9 юни 2021.
81. ↑  Heilweil, Rebecca (8 януари 2021). "How Trump's internet built and broadcast the Capitol insurrection". Vox. Посетен 14 февруари 2022.
82. ↑  Beckett, Lois; Ho, Vivian (9 януари 2021). "'She was deep into it': Ashli Babbitt, killed in Capitol riot, was devoted conspiracy theorist". The Guardian. Посетен на 14 февруари 2022.
83. ↑  Mance, Henry (29 януари 2021). "Bellingcat's Eliot Higgins: 'We're on the precipice of the misinformation age'". Financial Times.
84. ↑  Pressemitteilung 2015 - Hanns-Joachim-Friedrichs-Preis //  Hanns-joachim-friedrichs.de.   Посетен на 24 декември 2016.
85. ↑  Christiaan Triebert //  www.europeanpressprize.com.   Посетен на 29 декември 2020.
86. ↑  Die GewinnerInnen des Prix Ars Electronica 2018 //  Ars Electronica Prize.   Посетен на 1 юли 2021.
87. ↑  Christo Grozev //  www.europeanpressprize.com.   Посетен на 1 юли 2021.
88. ↑  Scripps Howard Awards announce winners, recognize exceptional American journalism //  Scripps.   Посетен на 29 декември 2020.
89. ↑  Nick Robinson defends BBC from press attacks and calls Russian-backed broadcaster RT 'a threat' //  Press Gazette.   Посетен на 1 юли 2021.
90. ↑  PSA Awards Results 2019 //  Political Studies Association.   Посетен на 1 юли 2021.
91. ↑  Bellingcat krijgt Machiavelliprijs voor 'kwaliteitsimpuls' journalistiek (Bellingcat receives Machiavelli prize for 'quality impulse' journalism) //  NOS Journaal.   Посетен на 12 февруари 2020.
92. ↑  Bellingcat ontvangt Machiavelliprijs 2019 //  Stichting Machiavelli.   Посетен на 19 януари 2022. (на нидерландски)
93. ↑  NOMINEES ANNOUNCED FOR THE 41ST ANNUAL NEWS & DOCUMENTARY EMMY® AWARDS //   National Academy of Television Arts & Sciences, 6 август 2020.
94. ↑  Audio and Radio Industry Awards 2020 – Winners //  Radio Today.   Посетен на 1 юли 2021.
95. ↑  Sunday Life's investigative journalism honoured at inaugural Media Freedom Awards //  belfasttelegraph.   Посетен на 2022-11-14.
96. ↑  Bellingcat – Truth in a Post-Truth World //  IDFA.   Посетен на 1 декември 2019.
97. ↑  Bellingcat - Truth in a Post-Truth World //  Human Rights Watch Film Festival.   Посетен на 1 декември 2019.
98. ↑  BELLINGCAT – TRUTH IN A POST-TRUTH WORLD WINS THE RTBF AWARD AT THE FESTIVAL DES LIBERÉTES 2019 //   31 октомври 2019. Посетен на 1 декември 2019.
99. ↑  Two Dutch documentaries win International Emmy awards //   26 ноември 2019. Посетен на 1 декември 2019.
100. ↑  FSB Team of Chemical Weapon Experts Implicated in Alexey Navalny Novichok Poisoning //  Bellingcat.   Посетен на 2022-10-15.
101. ↑  Tim Lister, Clarissa Ward and Sebastian Shukla. CNN-Bellingcat investigation identifies Russian specialists who trailed Putin's nemesis Alexey Navalny before he was poisoned //  CNN.   Посетен на 2022-10-15.
102. ↑  Wolf, Zachary B. The new journalism uncovering poisoning and war crimes //  CNN.   Посетен на 2022-10-15.
103. ↑  Walker, Shaun. 'Everyone was freaking out': Navalny novichok film made in secret premieres at Sundance //  The Guardian.   Посетен на 2022-10-15.
104. ↑  Documentary On Navalny Wins Top Awards At Sundance Film Festival //  RFE/RL.   Посетен на 2022-10-15.
105. ↑  Zegart, Amy. Spies Like Us //  Foreign Affairs.   1 септември 2021. Посетен на 26 април 2022.

## Външни връзки
- В Общомедия има медийни файлове относно Белингкат
- Уикицитат съдържа колекция от цитати от/за Белингкат
- Официален сайт: bellingcat.com
  - публикации с етикет MH17
  - публикации с етикет август 21st (Ghouta chemical attack)
- Bellingcat: Truth in a Post-Truth World
- Scott Pelley: "Bellingcat: The online investigators tracking alleged Russian war crimes in Ukraine":. on 60 Minutes, 15 май 2022

|  | Тази страница частично или изцяло представлява превод на страницата Bellingcat в Уикипедия на английски. Оригиналният текст, както и този превод, са защитени от Лиценза „Криейтив Комънс – Признание – Споделяне на споделеното“, а за съдържание, създадено преди юни 2009 година – от Лиценза за свободна документация на ГНУ. Прегледайте историята на редакциите на оригиналната страница, както и на преводната страница, за да видите списъка на съавторите. ВАЖНО: Този шаблон се отнася единствено до авторските права върху съдържанието на статията. Добавянето му не отменя изискването да се посочват конкретни източници на твърденията, които да бъдат благонадеждни. |